# Карл фон Осиечки
Карл фон Осиечки јесте био немачки новинар и миротворац. Био је добитник Нобелове награде за мир 1935. године за свој рад на откривању тајног немачког поновног наоружавања. Као главни уредник часописа „Die Weltbühne“, детаљно је описао кршење Версајског споразума од стране Немачке, обнављањем ваздухопловних снага. Осуђен је за издају и шпијунажу 1931. Године и осуђен на осамнаест месеци затвора, али је амнестиран у децембру 1932. године. Осиечки је наставио да буде гласан критичар против немачког милитаризма након доласка нациста на власт. Након пожара у Рајхстагу 1933. године, поново је ухапшен и послат у концентрациони логор Естервеген близу Олденбурга. После вишегодишњег малтретирања и мучења у разним нацистичким концентрационим логорима, Осиечки је умро од туберкулозе 1938. године у берлинској болници.

## Ранији живот
Осиечки је рођен у Хамбургу. Његов отац је радио као стенограф у канцеларији адвоката и сенатора Макса Предохла, али је умро када је Осиечки имао две године. Крштен је као римокатолик у Хамбургу 10. новембра 1889. године. Фон у његовом имену, што би генерално сугерисало племићко порекло, непознатог је порекла. Сам Осиечки је објаснио да је то произашло из службе предака у пољском коњичком пуку копљаника. Упркос томе што није завршио Реалсцхуле (облик немачке средње школе, die Realschule), успео је да започне каријеру у новинарству. Био је ожењен Мод Личфилд-Вудс, манкунијанском суфражеткињом. Имали су једну ћерку, Розалинду. Током првог светског рата регрутован је против своје воље у војску. Његова искуства током рата, где је био згрожен покољем, потврдила су његов пацифизам.

## Хапшење од стране нациста
Када је Адолф Хитлер именован за канцелара у јануару 1933. године, почела је нацистичка диктатура, али чак и тада је Осиечки био једна од врло мале групе јавних личности које су наставиле да говоре против нацистичке партије. 28. фебруара 1933. године, након пожара у Рајхстагу, ухапшен је и држан у такозваном заштитном притвору у затвору Шпандау. Вилхелм фон Штернбург, један од биографа Осиечког, претпоставља да би се, да је Осиечки имао неколико дана више, сигурно придружио великој већини писаца који су побегли из земље. Укратко, Осиечки је потценио брзину којом ће нацисти ићи да ослободе земљу од нежељених политичких противника. После тога је, између осталих логора, био заточен у концентрационом логору Естервеген код Олденбурга. Током свог боравка у концентрационим логорима, немилосрдно су га малтретирали стражари док су му одузимали храну. У новембру 1935. године, када је представник Међународног црвеног крста посетио Осиечког, он је известио да је видео „нешто дрхтаво, смртоносно бледо, створење које је изгледало као да нема осећаја, једно око натечено, избијени зуби…људско биће које је достигло крајње границе онога што је могло да се издржи“.

## Нобелова награда за мир 1935.
Осиечкиев међународни успон до славе почео је када је он већ озбиљно боловао од туберколозе. Добио је Нобелову награду за мир 1935. године. Влада то није могла да спречи, али је одбила да га пусти да отпутује у Осло да прими награду. Награда је била изузетно контроверзна, што је навело два члана комисије за награду да поднесу оставке јер су били на функцијама у норвешкој влади. Награда је поделила јавно мнење и генерално су је осудиле конзервативне снаге. Водећи конзервативни норвешки лист „Aftenposten“ је тврдио да је Осиечки био злочинац који је напао њихову земљу „користећи методе које су прекршиле закон много пре него што је Хитлер дошао на власт“ и да се „трајни мир између људи и нација може постићи само поштовањем постојећих закона“. Карлова Нобелова награда није смела да се помиње у немачкој штампи, а владина уредба је забранила немачким грађанима да примају будуће Нобелове награде.

## Смрт
У мају 1936. године Осиечки је послат у болницу Вестенд у Берлину-Шарлотенбургу због туберколозе, али под надзором Гештапоа. Умро је 4. маја 1938. године у болници Норденд у Берлину-Панкову, још увек у полицијском притвору, од туберколозе и од последица злостављања које је претрпео у концентрационим логорима.